# Julian Gembalski
Julian Gembalski, ps. Stanisław Drawski (ur. 20 czerwca 1950 w Siemianowicach Śląskich) – polski muzyk, kompozytor, wirtuoz organów, profesor sztuk muzycznych, nauczyciel akademicki – profesor zwyczajny Akademii Muzycznej im. Karola Szymanowskiego w Katowicach. W latach 1996–2002 rektor tej uczelni.

## Życiorys
Ukończył Państwową Szkołę Muzyczną II stopnia im. Mieczysława Karłowicza w Katowicach, gdzie uczył się w klasie fortepianu pod kierunkiem profesor Wandy Uszok. Naukę gry na organach pobierał u organisty archikatedry Chrystusa Króla w Katowicach, Stanisława Kopernoka.
Absolwent Wydziału Instrumentalnego w klasie organów Henryka Klai oraz Wydziału Kompozycji, Dyrygentury i Teorii Muzyki w Państwowej Wyższej Szkoły Muzycznej w Katowicach. Studia podyplomowe ukończył w Paryżu studiując pod kierunkiem organistów: André Isoira i Michela Chapuisa oraz muzykologa Jeana Saint-Arromana. Uczestniczył także w kursie organmistrzowskim w Belgii pod kierunkiem Flora Peetersa. 25 listopada 1992 roku uzyskał tytuł profesora sztuk muzycznych.
Jest profesorem Akademii Muzycznej w Katowicach, gdzie prowadzi Katedrę Organów i Muzyki Kościelnej. Założył pierwsze w Europie Środkowo-Wschodniej muzeum organów: Muzeum Organów Śląskich.
Zaprojektował brzmienie, dyspozycję i architekturę organów w kościele Opatrzności Bożej w Katowicach. We współpracy z francuskimi organmistrzami nadzorował także budowę tego instrumentu. W archidiecezji katowickiej pełni funkcję wizytatora organów i organistów oraz przewodniczącego Sekcji Budowy Organów Komisji do spraw Muzyki Sakralnej.
Od 1995 prowadzi regularne koncerty w ramach festiwalu „Muzyka Organowa w Katedrze” na organach Gregora Hradetzky’ego w archikatedrze Chrystusa Króla w Katowicach.
We współpracy z Radiem Katowice nagrał kilkanaście płyt z serii Sound of Silesian Organs, na których zaprezentował brzmienie wybranych śląskich organów.

## Nagrody i inne wyróżnienia
Laureat pierwszych nagród Konkursu Improwizacji Fortepianowej w Gdańsku oraz Konkursu Improwizacji Organowej w Weimarze, nagrody krytyków Orfeusz na 38. Międzynarodowym Festiwalu Muzyki Współczesnej Warszawska Jesień, Nagrody im. Karola Miarki (2002), Nagrody im. Wojciecha Korfantego nadanej przez Związek Górnośląski (2002), nagrody Arcybiskupa Katowickiego Lux ex Silesia (2004), odznaczony przez papieża Jana Pawła II medalem „Pro Ecclesia et Pontifice”. W 2005 został odznaczony Srebrnym Medalem „Zasłużony Kulturze Gloria Artis”. W 2018 roku postanowieniem prezydenta Andrzeja Dudy został odznaczony Krzyżem Kawalerskim Orderu Odrodzenia Polski. 19 października 2020 otrzymał nagrodę za 2019 w dziedzinie kultury, statuetkę Clemens w kategorii Pro Arte.
W 2010 roku prof. Gembalski wyróżniony został tytułem Honorowego Obywatela Powiatu Bieruńsko-Lędzińskiego.